# 禪宗西天二十八祖
西天二十八祖佛教禅宗的開始，指釋迦牟尼佛在灵山会上以「拈花微笑」教外別傳传法给摩诃迦叶尊者。迦叶被尊為禅宗始姐，傳至菩提達摩，共二十八代。
- 第一祖：摩訶迦葉尊者（Mahākāśyapa）。
- 第二祖：阿難尊者（Ānanda）。
- 第三祖：末田地尊者（Madhyantika）、商那和修尊者（Śāṇavāsa）。
- 第四祖：優波鞠多尊者（Upagupta ）。
- 第五祖：提多迦尊者（Dhṛitaka, Dhītika）。
- 第六祖：彌遮迦尊者（Micchaka, Mikkaka）。
- 第七祖：婆須蜜多尊者（Vasumitra）。
- 第八祖：佛馱難提尊者（Buddhanandi）。
- 第九祖：伏馱蜜多尊者（Buddhamitra）。
- 第十祖：脅尊者（Pārśva）。
- 第十一祖：富那夜奢尊者（Puṇyayaśas）。
- 第十二祖：馬鳴大士（Aśvaghoṣa）。
- 第十三祖：迦毗摩羅尊尊者（Kapimala）。
- 第十四祖：龍樹大士（Nāgārjuna）。
- 第十五祖：迦那提婆尊者（Kāṇadeva）。
- 第十六祖：羅睺羅多尊者（Rāhulabhadra）。
- 第十七祖：僧伽難提尊者（Saṅghanandi）。
- 第十八祖：僧伽耶舍＼伽耶舍多尊者（Saṅghayaśas）。
- 第十九祖：鳩摩羅多尊者（Kumāralabdha）。
- 第二十祖：闍耶多尊者（Jayata）。
- 第二十一祖：婆修盤頭尊者（Vasubandhu）。
- 第二十二祖：摩拏羅尊者（Manura, Manorhita）。
- 第二十三祖：鶴勒那尊者（Haklena-yaśa）。
- 第二十四祖：師子尊者（Siṁha）。
- 第二十五祖：婆舍斯多尊者（Vāśasita, Basiasita）[1]。
- 第二十六祖：不如蜜多尊者（Puṇyamitra）[2]。
- 第二十七祖：般若多羅尊者（Prajñātāra）[2]。
- 第二十八祖：菩提達摩（Bodhidharma）。達摩再传承到惠能，共六代。

## 批評
李华为天台八祖左溪玄朗所作《故左溪大师碑》最早有“佛以心法付大迦叶，此後相承，凡二十九世。”之言，《永嘉證道歌》最早有二十八代說，但僅言其數，不列其名，敦煌本《壇經》西天二十八祖取《付法藏因緣傳》二十三位，再加上《達摩多羅禪經》五位而成，但有同人異名的重複問題，又誤將達摩多羅（Dharmatrāta）當成菩提達摩（Bodhidharma）。敦煌本《壇經》還宣稱從原始七佛到惠能，共四十世。
贞元十七年（801年）智炬的《曹溪寶林傳》據敦煌本《壇經》修正二十八祖史事，在《付法藏因緣傳》之二十三祖外另加婆須密，成為二十四祖，又在師子之後加上婆舍斯多、不如密多、般若多羅、菩提達摩等四祖，共二十八祖。五代的《祖堂集》和北宋《景德傳燈錄》皆遵循《曹溪寶林傳》的說法。
除了二十九祖、二十八祖之外，又有二十七祖的說法。宗密在《圓覺經大疏鈔》卷三說，“僧伽羅叉第二十七”。《宗鏡錄》和《景德傳燈錄》記禪宗第二十七祖變為“般若多羅”。
天台宗所信奉的《付法藏传》和《摩诃止观》一书記述“西天二十四祖”。宋代天台宗僧侣子防、从义等人认为二十八祖没有根据，更指出禅宗所传“拈花微笑”、“只履西归”、“立雪断臂”等故事也纯属虚构。
胡適在《荷澤大師神會傳》中考證二十八祖的法脈是後人杜撰的。在梵文中也沒有印度禪宗二十八祖法脈的記載。胡适以为二十八说最早出现于大历九年（774年）后出现的《历代法宝记》。胡適認為二十八祖說是神會晚年所提倡： “我現在主張二十八祖之說成立雖甚晚，而起來卻在神會生時，也許即是神會所倡。”。印順則認為：“《南宗定是非論》僅說西土八祖……《顯宗記》的二十八祖說，應該是神會門下所增入的。”。印順認為二十八祖之說是二十九祖中不取末田地，或沒有彌遮迦。胡適晚年還表示：“那就是禪宗佛教裡百分之九十，甚或百分之九十五，都是一團胡說、偽造、詐騙、矯飾和裝腔作勢。”